# ハインリヒ2世・ロイス・ツー・ケストリッツ
ハインリヒ2世・ロイス・ツー・ケストリッツ（Heinrich II. Reuß zu Köstritz, 1803年3月13日 - 1852年3月29日）は、ドイツの貴族。ロイス＝ケストリッツ家の末子系に属する。

## 生涯
ロイス＝ケストリッツ伯家のハインリヒ55世（1768年 - 1846年）と、その妻の男爵令嬢マリア・ユスティーネ・フォン・ヴァットヴィル（1762年 - 1828年）の間の三男。家族はヘルンフート兄弟会と密接な関わりを持っており、父は兄弟会の宣教師としてウェールズ地方・ハーヴァ―フォードウェストに派遣された経験があり、母方の祖父には兄弟会監督ヨハネス・フォン・ヴァットヴィル、母方の曾祖父母には兄弟会の創始者ニコラウス・フォン・ツィンツェンドルフとその妻エルトムーテ・ドロテア・ロイス・ツー・エーベルスドルフがいる。
生涯の大半をライプツィヒで過ごした。1846年8月4日カステルにて、フリードリヒ・ルートヴィヒ・ツー・カステル＝カステル伯爵の娘クロティルデ・ツー・カステル＝カステル（1821年 - 1860年）と結婚した。1851年6月30日本家筋の弟系ロイス侯国侯家の計らいで侯子（Prinz）に昇格した。翌1852年死去、ホーエンロイベン市街教会内のロイス家霊廟に葬られた。1853年3月31日、未亡人クロティルデは故人を記念して、ホーエンロイベンの子どものための「救いの家（Rettungshauses）」を建設した。この施設は1855年から1950年までホーエンロイベンの公的な児童養護施設として機能した。
大の音楽通として知られ、フェリックス・メンデルスゾーンやロベルト・シューマンと親交を深めた。シューマンはハインリヒ2世に3つのロマンス作品28（1839年）を、その妻クロティルデに幻想小曲集作品111（1851年）を、それぞれ献呈している。

## 子女
妻との間に3人の息子をもうけた。
- ハインリヒ18世（1847年 - 1911年） - 1886年メクレンブルク公女シャルロッテ（1868年 - 1944年）[2]と結婚
  - ハインリヒ37世（1888年 - 1964年） - 1922年フリーデル・ミヨトキ（Friedel Mijotki, 1891年 - 1957年）と結婚（1930年離婚）、1933年シュテファニー・クレム・フォン・ホーエンベルク（1900年 - 1990年）と再婚
    - ハインリヒ11世・リコ（1934年 - ） - 1961年男爵令嬢ウルファ・フォン・デルンブルクと結婚
    - マリアンネ（1936年 - 2003年） - 1973年エイヴリー・ブランデッジと結婚、1987年フリードリヒ・カール・フェルトマンと再婚（1994年離婚）
- ハインリヒ19世（1848年 - 1904年） - 1877年ホーエンローエ＝エーリンゲン侯女マリー（1849年 - 1929年）[3]と結婚
- ハインリヒ20世（1852年 - 1884年） - 1879年クロティルド・ルー（Clothilde Roux, 1957年 - 1928年）と貴賤結婚・継承権放棄し「ライヒェンフェルス男爵（Freiherr von Reichenfels）」を名乗る

## 引用
1. ↑  ケストリッツ家の始祖ハインリヒ24世の末子ハインリヒ23世（1748年 - 1787年）に始まり、その4人の息子のうち唯一結婚し子孫を残したのが、ハインリヒ2世の父ハインリヒ55世。
2. ↑  メクレンブルク公ヴィルヘルムとプロイセン王女アレクサンドリーネの間の一人娘。
3. ↑  ホーエンローエ＝エーリンゲン侯フーゴー（ドイツ語版）の長女。